# Československá hokejová liga 1955/1956
13. ročník československé hokejové ligy 1955/56 se hrál pod názvem Mistrovství republiky.

## Herní systém
Původní systém byl plánován pro 16 účastníků ve dvou skupinách po 8, hrálo se dvoukolově systémem každý s každým. První dvě mužstva z každé skupiny postoupila do finále, které se hrálo dvoukolově systémem každý s každým. Před zahájením soutěže bylo rozpuštěno mužstvo Křídla vlasti Olomouc, a tak hrálo ve skupině A pouze 7 mužstev, celkem tedy 15 účastníků. Ze skupiny A nesestupoval nikdo, ze skupiny B poslední mužstvo. Po sezóně zanikly týmy Tankista Praha a ÚDA Praha.

## Pořadí

### Skupina A
| Poř. | Tým                        | Zápasy | Výhry | Remízy | Porážky | Skóre | Body |
| ---- | -------------------------- | ------ | ----- | ------ | ------- | ----- | ---- |
| 1.   | Rudá hvězda Brno           | 12     | 11    | 0      | 1       | 80:27 | 22   |
| 2.   | TJ Baník VŽKG              | 12     | 9     | 0      | 3       | 44:36 | 18   |
| 3.   | Tankista Praha             | 12     | 7     | 1      | 4       | 43:30 | 15   |
| 4.   | TJ Dynamo Pardubice        | 12     | 5     | 2      | 5       | 53:51 | 12   |
| 5.   | ZJS Zbrojovka Spartak Brno | 12     | 4     | 0      | 8       | 36:51 | 8    |
| 6.   | TJ Spartak Královo Pole    | 12     | 3     | 1      | 8       | 32:46 | 7    |
| 7.   | Slovan ÚNV Bratislava      | 12     | 1     | 0      | 11      | 29:76 | 2    |

### Skupina B
| Poř. | Tým                         | Zápasy | Výhry | Remízy | Porážky | Skóre  | Body |
| ---- | --------------------------- | ------ | ----- | ------ | ------- | ------ | ---- |
| 1.   | TJ Baník Chomutov ZJF       | 14     | 12    | 1      | 1       | 84:33  | 25   |
| 2.   | TJ Spartak Praha Sokolovo   | 14     | 11    | 1      | 2       | 91:43  | 23   |
| 3.   | Spartak Plzeň LZ            | 14     | 8     | 0      | 6       | 61:59  | 16   |
| 4.   | ÚDA Praha                   | 14     | 7     | 0      | 7       | 62:65  | 14   |
| 5.   | Baník Kladno                | 14     | 6     | 0      | 8       | 59:59  | 12   |
| 6.   | TJ Spartak Motorlet Praha   | 14     | 5     | 0      | 9       | 68:78  | 10   |
| 7.   | DSO Slavoj České Budějovice | 14     | 5     | 0      | 9       | 45:76  | 10   |
| 8.   | TJ Dynamo Karlovy Vary      | 14     | 1     | 0      | 13      | 49:106 | 2    |

## Finále
| Poř. | Tým                       | Zápasů | Výhry | Remízy | Porážky | Skóre | Body |
| ---- | ------------------------- | ------ | ----- | ------ | ------- | ----- | ---- |
| 1.   | Rudá hvězda Brno          | 6      | 5     | 0      | 1       | 29:12 | 10   |
| 2.   | TJ Baník Chomutov ZJF     | 6      | 3     | 1      | 2       | 22:21 | 7    |
| 3.   | TJ Spartak Praha Sokolovo | 6      | 3     | 0      | 3       | 19:24 | 6    |
| 4.   | TJ Baník VŽKG             | 6      | 0     | 1      | 5       | 14:27 | 1    |

## Nejlepší střelci
- Miroslav Kluc (TJ Baník Chomutov ZJF) – 26 gólů
- Vladimír Zábrodský (TJ Spartak Praha Sokolovo) – 24 gólů
- Slavomír Bartoň (Rudá hvězda Brno) – 20 gólů
- Vlastimil Bubník (Rudá hvězda Brno) – 20 gólů
- Miloslav Vinš (Spartak Plzeň LZ) – 20 gólů
- Josef Klůc (TJ Baník Chomutov ZJF) – 15 gólů
- Bohumil Prošek (Rudá hvězda Brno) – 14 gólů
- Miroslav Rejman (TJ Spartak Motorlet Praha) – 14 gólů
- Josef Seiler (TJ Baník Chomutov ZJF) – 14 gólů
- Jaroslav Bendák (TJ Dynamo Pardubice) – 12 gólů
- Otto Cimrman (TJ Baník Chomutov ZJF) – 12 gólů
- Bronislav Danda (Rudá hvězda Brno) – 12 gólů
- Václav Pantůček (Rudá hvězda Brno) – 12 gólů

## Soupisky mužstev

### Rudá hvězda Brno
Jiří Kolouch (17/2,12/3/-),
Zdeněk Trávníček (1/3,00/0/-) –
Ladislav Chabr (17/1/1/-),
Jan Kasper (16/2/1/-),
František Mašlaň (8/0/1/-),
Ladislav Olejník (17/2/1/-),
Bohuslav Sláma (14/1/1/8) –
Slavomír Bartoň (18/20/11/-),
Vlastimil Bubník (18/20/10/-),
Bronislav Danda (18/13/13/-),
Zdeněk Návrat (18/12/5/-),
Jaroslav Pavlů (1/0/0/-),
Bohumil Prošek (18/14/4/6),
Rudolf Scheuer (17/5/3/-),
Karel Šůna (18/9/4/-),
František Vaněk (18/5/8/-),
Jiří Zamastil (18/3/4/-) –
trenér Vladimír Bouzek

## Kvalifikace o nejvyšší soutěž
Vítězové obou skupin druhé nejvyšší soutěže – Tatran Opava a Tatra Smíchov přímo postoupili do nejvyšší soutěže.

## Zajímavosti
- Před zahájením soutěže byla rozpuštěna Křídla vlasti Olomouc, a tak zbylo v A skupině jen 7 účastníků. V Olomouci pak začal hrát Tankista Praha. Reorganizací armádního sportu zanikly po skončení soutěže Tankista Praha a ÚDA Praha, čímž vzniklo ASD Dukla Olomouc.
- V květnu 1955 se Zimní stadion Josefa Kotase v Ostravě (už je zbořen, ustoupil stavbě mimoúrovňové křižovatky), stal prvním zastřešeným stadionem v Československu.[3] První utkání československé hokejové ligy na krytém stadionu se zde hrálo v pátek 25. listopadu 1955 a domácí Baník Vítkovice v něm porazil Dynamo Pardubice poměrem 5:3 (4:0, 1:2, 0:1).[4][5]